# سيراس ديفيد فوس
سيراس ديفيد فوس (بالإنجليزية: Cyrus David Foss) هو قسيس أمريكي، ولد في 17 يناير 1834 في كينغستون في الولايات المتحدة، وتوفي في 29 يناير 1910 في فيلادلفيا في الولايات المتحدة.